# Россия на Всемирных играх 2017
Россия выступала на Всемирных играх 2017 во Вроцлаве с 20 по 30 июля 2017 года. Для России Всемирные игры 2017 были успешные. Российские спортсмены завоевали 28 золотых, 21 серебряную и 14 бронзовых медалей, обновив свой личный рекорд Всемирных игр 2005 в Дуйсбурге.

## Медалисты
| Золото  | Золото | Золото                                                   | Золото  |
| №       | Спортсмены | Вид спорта (дисциплина)                                  | Дата    |
| ------- | --- | -------------------------------------------------------- | ------- |
| 1       | Арина Аверина | Художественная гимнастика (мяч)                          | 21 июля |
| 2       | Арина Аверина | Художественная гимнастика (обруч)                        | 21 июля |
| 3       | Дмитрий Журман | Плавание в ластах (100 м, мужчины)                       | 21 июля |
| 4       | Валерия Барановская | Плавание в ластах (200 м, женщины)                       | 21 июля |
| 5       | Валерия Барановская, Анна Бер, Александра Скурлатова, Екатерина Михайлушкина                                                  | Плавание в ластах (эстафета 4×100 метров, женщины)       | 21 июля |
| 6       | Павел Кабанов | Плавание в ластах (Мужчины. 50 м, апнеа)                 | 22 июля |
| 7       | Андрей Арбузов | Плавание в ластах (Мужчины. 100 м в классических ластах) | 22 июля |
| 8       | Дмитрий Журман | Плавание в ластах (Мужчины. 200 м)                       | 22 июля |
| 9       | Екатерина Михайлушкина | Плавание в ластах (Женщины. 100 м)                       | 22 июля |
| 10      | Павел Кабанов, Алексей Казанцев, Дмитрий Кокорев, Дмитрий Журман                                                              | Плавание в ластах (Мужчины. Эстафета 4×100 м)            | 22 июля |
| 11      | Анастасия Дегтярёва, Ирина Добрягина, Вероника Корнева, Екатерина Пыхтова, Анастасия Зюбина, Даниил Чайюн, Алексей Германов   | Спортивная аэробика (показательные выступления)          | 22 июля |
| 12      | Дина Аверина | Художественная гимнастика (булавы)                       | 22 июля |
| 13      | Арина Аверина | Художественная гимнастика (лента)                        | 22 июля |
| 14      | Юлия Каплина | Скалолазание (скорость, женщины)                         | 22 июля |
| 15      | Василий Маргиев | Сумо (Мужчины. Супертяжёлый вес.)                        | 22 июля |
| 16      | Батыр Алтыев | Сумо (Мужчины. Лёгкий вес.)                              | 22 июля |
| 17      | Ацамаз Казиев | Сумо (Мужчины. Средний вес.)                             | 22 июля |
| 18      | Анна Полякова | Сумо (Женщины. Супертяжёлый вес.)                        | 22 июля |
| 19      | Василий Маргиев | Сумо (Мужчины. Показательные выступления.)               | 23 июля |
| 20      | Анна Полякова | Сумо (Женщины. Показательные выступления.)               | 23 июля |
| 21      | Марина Чернова, Георгий Патарая                                                                                               | Акробатика (смешанные пары)                              | 24 июля |
| 22      | Дарья Гурьева, Дарья Калинина                                                                                                 | Акробатика (пары, женщины)                               | 24 июля |
| 23      | Сергей Федосиенко | Пауэрлифтинг (Мужчины. Лёгкий вес)                       | 24 июля |
| 24      | Наталья Сальникова | Пауэрлифтинг (Женщины. Лёгкий вес)                       | 24 июля |
| 25      | Дарья Чебуланка, Полина Пластинина, Ксения Загоскина                                                                          | Акробатика (Группы, женщины)                             | 25 июля |
| 26      | Михаил Заломин | Прыжки на батуте (Мужчины. Двойной минитрамп)            | 25 июля |
| 27      | Илья Борок | Джиу-джитсу (Мужчины. До 77 кг)                          | 29 июля |
| 28      | Светлана Винникова | Тайский бокс (Женщины. До 60 кг)                         | 30 июля |
| Серебро | |                                                          |         |
| №       | Спортсмены | Вид спорта (дисциплина)                                  | Дата    |
| 1       | Данил Чейн, Гарсеван Джаназян, Кирилл Куликов, Кирилл Лобазнюк, Роман Семёнов, Антон Шишигин, Денис Шурупов, Алексей Журавлёв | Спортивная аэробика (Мужчины. Показательные выступления) | 21 июля |
| 2       | Дина Аверина | Художественная гимнастика (мяч)                          | 21 июля |
| 3       | Дина Аверина | Художественная гимнастика (обруч)                        | 21 июля |
| 4       | Михайлушкина, Екатерина Александровна                                                                                         | Плавание в ластах (Женщины. 200 м)                       | 21 июля |
| 5       | Дина Аверина | Художественная гимнастика (лента)                        | 22 июля |
| 6       | Ольга Давыдко | Сумо (Женщины. Супертяжёлый вес)                         | 22 июля |
| 7       | Батыр Алтыев | Сумо (Мужчины. Показательные выступления)                | 23 июля |
| 8       | Анна Рыжкова | Пауэрлифтинг (Женщины. Средний вес)                      | 24 июля |
| 9       | Игорь Мишев, Николай Супрунов                                                                                                 | Акробатика (Мужские пары)                                | 25 июля |
| 10      | Анна Коробейникова | Прыжки на батуте (Женщины. Акробатическая дорожка)       | 25 июля |
| 11      | Дмитрий Инзаркин | Пауэрлифтинг (Мужчины. Супертяжёлый вес)                 | 25 июля |
| 12      | Наталья Гемперле | Спортивное ориентирование (Женщины. Средняя дистанция)   | 26 июля |
| 13      | Ольга Куликова, Дмитрий Жарков                                                                                                | Спортивные танцы (Стандарт)                              | 28 июля |
| 14      | Павел Коржавых | Джиу-джитсу. (Мужчины. До 69 кг)                         | 29 июля |
| 15      | Денис Белов | Джиу-джитсу. (Мужчины. До 85 кг)                         | 29 июля |
| 16      | Денис Белов, Илья Борок, Абдулбари Гусейнов, Павел Коржавых, Ольга Медведева, Зайнутдин Зайнуков                              | Джиу-джитсу. (Смешанные соревнования)                    | 29 июля |
| 17      | Светлана Гудыно, Армен Цатурян                                                                                                | Спортивные танцы (Латина)                                | 29 июля |
| 18      | Ксения Основина, Константин Чистиков                                                                                          | Спортивные танцы (Рок-н-ролл)                            | 29 июля |
| 19      | Валерия Дроздова | Тайский бокс (Женщины. До 54 кг)                         | 30 июля |
| 20      | Александр Абрамов | Тайский бокс (Мужчины. До 57 кг)                         | 30 июля |
| 21      | Владимир Кузьмин | Тайский бокс (Мужчины. До 67 кг)                         | 30 июля |
| Бронза  | |                                                          |         |
| №       | Спортсмены | Вид спорта (дисциплина)                                  | Дата    |
| 1       | Павел Кабанов | Плавание в ластах (Мужчины. 100 м)                       | 21 июля |
| 2       | Алексей Рубцов | Скалолазание (Мужчины. Боулдеринг)                       | 21 июля |
| 3       | Дмитрий Кокорев | Плавание в ластах (Мужчины. 200 м)                       | 22 июля |
| 4       | Анна Бер | Плавание в ластах (Женщины. 100 м)                       | 22 июля |